# ヴィクトル・ガブリエル・ルバスール
ヴィクトル・ガブリエル・ルバスール (仏: Victor Gabriel Levasseur、1772年3月7日 - 1811年9月13日) は、フランス革命およびフランス第一帝政の軍人、男爵。

## 軍歴
彼は医学生として1792年にカルヴァドス・ヴォランティア第4大隊に入隊し、同年9月11日には大隊の砲兵とともに第2中尉に任命された。10月2日にファルスブールのキャンプでライン方面軍に加わり、ランダウ・イン・デア・プファルツを経由してマインツに送られた。
1793年にはマインツ攻囲戦時の6月1日にジャン＝バティスト・クレベールの当番兵となり、クレベールからその勇敢さと知性を認められた。7月7日、彼はサスバシュを奪還する任務を帯びるが、作戦中に重傷を負い病院に搬送された。彼はマインツ地点を指揮するドイレ将軍から暫定チーフに任命され、11月5日には療養のための長期休暇を与えられた。
1794年6月、彼は北軍に配属されたが、ヌイイ＝シュル＝セーヌに設立され、10月28日まで講習が行なわれていたパリの軍事学校「エコール・ド・マルス」に砲撃と要塞に関する講師として招聘された。彼はライン＝エ＝モーゼル陸軍に入り、1794年11月17日、代表者のアントワーヌ・メルン・ド・ティオンヴィルによって大隊長に任命され、1795年6月13日に師団の総司令官に任命された。
彼は1796年4月13日に退役休暇を取得したが、ジャン＝シャルル・ピジューから指揮権を引き継いだ、ジャン・ヴィクトル・マリー・モローのライン＝エ＝モーゼル陸軍で軍務を継続した。彼は6月25日に15名の兵を率いてケールを占領し、28日には第4猟兵連隊で敵部隊の側面から攻撃し、レンチェンを攻略した。7月5日にはラシュタットの戦闘でマーグを占領し、火災で修復が妨げられていた橋の大砲2門を奪ったが、大砲の破片で彼の馬が死んだ。この事故により、戦争委員のクロード＝ルイ＝プティエは、国家からの恩賜として彼にベルト付きの黄金の剣を授けた。
1897年、彼はケール攻囲戦に参戦し、1月7日、オーストリア人が占領した墓地堡塁の奪還中に銃撃された。彼はこの負傷で給金の増額を認められた。10月30日、彼は第20師団に復帰し、1798年1月12日にイングランド陸軍 (フランス陸軍) に派遣された。
1800年2月11日、ライン軍に配属され、5月16日にモロー将軍から准将に任命された。その日、彼は善意からギルベール・ジョセフ・マルティン・ブリュネトーの分隊に対するオーストリア軍の攻撃を撃退した。12月3日、彼の隊は前日からこの師団を指揮し、先頭で軍の左翼を覆うという困難な任務を首尾よく遂行した。
1801年9月23日、彼は疲労恢復のため、非活動状態とされた。彼の准将への昇進は1803年10月27日に第1領事によって承認され、12月11日にレジオンドヌール勲章の騎士に任命された。1804年6月14日には第26師団に配属された。
1805年、彼はニコラ＝ジャン・ド・デュ・スールト元帥が指揮する大陸軍の第4軍第3師団に所属していたサントメール第2師団の指揮を執り、同年12月2日のアウステルリッツの戦いでプラツェン高地を奪おうとしたオーストリアおよびロシア軍と戦った。1807年2月8日、彼はアイラウの戦いでふたたび負傷した。
1808年、彼は海岸観測隊に配属されたのち、第8師団、そして最後に第14師団に配属された。彼は1809年5月28日にフランス帝国男爵に叙された。彼は戦争委員の要請により、非委託役員のための特別な指示書の起草を担当した。彼は1811年9月13日にヴァローヌで死去した。

## 家族
彼はエリザベト・ベルテレミー（Elisabeth Berthélemy、1777年生まれ）と結婚した。娘のエミリー（Émilie）は、ローゲルバッハの裕福な実業家、バルタザール・オスマン（Balthazar Haussmann、1791-1854）と結婚し、その子孫であるジョルジュ・オスマン、特にミナ・オスマンとして知られる孫娘のアメリ＝カロリーヌ＝ウィルエミナ（Amélie-Caroline-Wilhelmina、1823-1869）は、シンポリアン・ボルテール (1813-1897)と結婚し、のちに政治にも関与した。長男のヴィクトル・ジュール・ルバスールは砲兵隊大佐で地図製作者であり、第二男爵に叙された。さらに次男のシャルル（Charles、1810-1880）がいる。長男の子であるピエール・エミール・ルバスールは歴史家、経済学者、地理学者で、コレージュ・ド・フランスの校長も務めた。

## 寄付
- 彼は1808年3月10日に滞在先のドイツでヴェストファーレンの宿泊施設に年間1万フランの年金を寄付した[2]。